# Вирий Орфит
Вирий Орфит (на латински: Virius Orfitus) е политик и сенатор на Римската империя през 3 век.
На 1 януари 270 г. той става консул заедно с Флавий Антиохиан.  През 273 – 274 г. той е градски префект на Рим.